# Вальтер Шимана
Вальтер Шимана (нім. Walter Schimana; нар. 12 березня 1898, Опава, Австро-Угорщина — пом. 12 вересня 1948, Зальцбург, Австрія) — один з військових лідерів Третього рейху, группенфюрер СС, генерал-лейтенант військ СС і поліції (20 квітня 1944).

## Біографія
Народився 12 березня 1898 року в Опаві, в сім'ї редактора газети «Загальнонімецька кореспонденція» (нім.Alldeutsche Korrespondenz). Після закінчення школи вступає до австрійського кадетського корпусу в Празі.
Після закінчення Першої світової війни вступив в Фрайкор. Працював бібліотекарем, а потім, банківським клерком. 17 грудня 1926 вступає в НСДАП, а потім в штурмовий загін в Мюнхені. У цьому ж році одружився, від шлюбу мав двох дітей. У період з 1932 по 1933 — начальник школи СА «Клейнлос». З 1933 по 1934 — командир штурмбанна. Очолював з березня 1934 по квітень 1939 групу СА «Дунай».

## Кар'єра в СС
15 серпня 1939 вступає в СС. У 1940 призначений начальником школи жандармерії в Зулі, а з листопада 1940 по вересень 1941 — мотошколи жандармерії в Деггінгені. З липня 1942 по жовтень 1944 входив до складу штабу СС.
З вересня 1941 року до кінця листопада 1941 призначений керівником СС і поліції в Саратові, а потім керівником СС і поліції при вищому керівництві СС і поліції «Центральна Росія». Керував і організовував антипартизанські операції на підконтрольних йому територіях, за що на Шиману покладена відповідальність за руйнування 103-х сіл і смерті 4018-ти чоловік. З січня по липень 1942 командував поліцейський полком «Центр». З 21 серпня 1942 керівник СС і поліції у Білорутенії (штаб-квартира в Мінську) і комендант Мінська. 30 червня 1943 очолив сформовану з українців добровольчу дивізію СС «Галичина» і бойову групу «Шимана», що воювала з партизанами між Мінськом і Борисовом. 18 жовтня 1943 призначений Вищим керівником СС і поліції у Греції, на цій посаді відіграв важливу роль у депортації грецьких євреїв. З 5 жовтня 1944 призначений Вищим керівником СС і поліції на Дунаї.

## Смерть
Після війни Вальтера Шиману заарештували союзники, перебуваючи під вартою в Зальцбурзі, у вересні 1948 року він покінчив життя самогубством.

## Нагороди
- Пам'ятна військова медаль (Австрія)
- Почесний хрест ветерана війни з мечами
- Залізний хрест 1-го і 2-го класу (1939)
- Хрест Воєнних заслуг 2-го ступеня з мечами
- Медаль «За зимову кампанію на Сході 1941/42»
- Золотий партійний знак НСДАП
- Медаль «За вислугу років у НСДАП» в бронзі і сріблі (15 років)
- Шеврон старого бійця
- Кільце «Мертва голова»
- Німецька імперська відзнака за фізичну підготовку в золоті
- Спортивний знак СА в золоті
- Німецький хрест у золоті (7.08.1943)